# تحديد الموقع (أبل)
تحديد الموقع (بالإنجليزية: Find My)‏ هو تطبيق وخدمة لتتبع الأجهزة التي تُقدمها شركة أبل. يمكن للمستخدمين من خلالها تتبع موقع أجهزة آي أو إس وآي باد أو إس وماك أو إس وووتش أو إس وآيربودز وآير تاغ وعدد من ملحقات الطرف الثالث المدعومة من خلال حساب آي كلاود المتصل. يمكن للمستخدمين أيضًا مشاركة مواقع GPS الخاصة بهم مع الآخرين الذين يمتلكون أجهزة أبل وعرض موقع الآخرين الذين يختارون مشاركة موقعهم.

## المميزات

### العثور على الأجهزة
يمكن للمستخدمين العثور على موقع أجهزة أبل الخاصة بهم وتشغيل صوت على الجهاز بأعلى مستوى صوت، وهو ميزة مفيدة إذا كان الجهاز قد تم فقدانه. يمكن أيضًا وضع علامة على الجهاز كجهاز مفقود، وقفل الجهاز بكلمة مرور وتعليق ميزات حساسة مثل أبل باي. يتيح وضع الفقد أيضًا للمستخدم ترك رسالة ومعلومات الاتصال على شاشة القفل للجهاز.
يمكن للمستخدم أيضًا اختيار مسح الجهاز وحذف جميع المحتويات والإعدادات، وهو مفيد إذا كان الجهاز يحتوي على معلومات حساسة، ومع ذلك، لا يمكن العثور على الجهاز بعد أداء هذا الإجراء. بعد اكتمال المسح، يمكن عرض الرسالة ما زالت وسيتم تأمين الجهاز. وهذا يجعل من الصعب على شخص ما استخدام أو بيع الجهاز. يتطلب إيقاف العثور على الجهاز وتسجيل الخروج من آي كلاود ومسح الجهاز أو إعادة تنشيط الجهاز بعد تأمينه كلمة مرور معرف أبل.
منذ نظام التشغيل آي أو إس 15، يمكن للمستخدمين العثور على جهاز آيفون 11 أو الأحدث لمدة تصل إلى 5 ساعات بعد تفريغ بطارية الهاتف، أو 24 ساعة إذا إُيقِاف تشغيله يدويًا من قبل المستخدم (لا يشمل SE الجيل الثاني والثالث) ، بفضل قدرة الاحتياطية للطاقة. في الوقت نفسه، يدعم آيفون XR وآيفون XS أيضًا الاحتياطي للطاقة، ولكن لا يمكن العثور عليها عندما يتم إيقاف تشغيلها.

### العثور على الأشخاص
تتيح "تحديد الموقع" للمستخدمين مشاركة مواقع نظام التموضع العالمي الخاصة بهم مع جهات الاتصال الذين يمتلكون جهاز آي أو إس أو آي باد أو إس أو ماك أو إس لمدة ساعة حتى نهاية اليوم، أو بشكل دائم. بمجرد المشاركة يمكن للآخرين رؤية موقع جهاز الشخص بالضبط على الخريطة ويمكنهم تلقي توجيهات للوصول إلى موقعه. يمكن تعيين إشعارات تنبيه، تنبيه المستخدم عندما يغادر أحدهم أو يصل إلى موقع محدد.

### العثور على الأغراض
مع إصدار آي أو إس 14.3 ، يمكن أيضًا تتبع العناصر وملحقات البلوتوث من الطرف الثالث التي تدعم برنامج الاكسسوارات لشبكة "تحديد الموقع" تحت علامة تبويب "العناصر" المنفصلة. إذا فقدت شيئًا وكان خارج نطاق البلوتوث، سيعرض التطبيق الموقع المعروف الأخير حتى يكون جهاز آي أو إس أو آي باد أو إس أو ماك أو إس آخر قريبًا. على غرار أجهزة أبل الخاصة، يمكن وضع العناصر من الطرف الثالث في "وضع الفقد (بالإنجليزية: lost mode)‏" الذي يمنع الآخرين من ربط الجهاز. يمكن تحديد العناصر المفقودة من داخل تطبيق "تحديد الموقع"، مما يتيح للمستخدم رؤية رسالة أو معلومات الاتصال من صاحب العنصر المفقود.
على عكس "مكتشفات المفاتيح" الأخرى، تستخدم آير تاغ أيضًا تقنية النطاق العريض الفائق للعثور على العناصر المفقودة (إذا كان الجهاز المستخدم للبحث يدعمها).

## التاريخ
إُصدِار "تحديد الموقع" بجانب آي أو إس 13 في 19 سبتمبر 2019، حيث دمج وظائف "جد آيفوني" السابقة (المعروفة على أجهزة ماك أو إس باسم "Find My Mac") في تطبيق واحد. في ووتش أو إس، يتم فصل "تحديد الموقع" إلى ثلاثة تطبيقات مختلفة: العثور على الأجهزة والعثور على الأشخاص والعثور على الأغراض.
بعد إصداره على نظام التشغيل آي أو إس، إُصدِار "تحديد الموقع" لاحقًا على نظام التشغيل آي باد أو إس 13.1 في 24 سبتمبر 2019 وماك أو إس 10.15 في 7 أكتوبر 2019.